# قرن أمديمة (مودية)

تعديل مصدري - تعديل

قرن أمديمة هي إحدى قرى عزلة مودية بمديرية مودية التابعة لمحافظة أبين، بلغ تعداد سكانها 65 نسمة حسب تعداد اليمن لعام 2004.